# Eustachy Zagórski
Eustachy Zagórski (20. září 1851 Lvov – 31. ledna 1912 Krakov nebo Kolodijivka) byl rakouský politik polské národnosti z Haliče, na počátku 20. století poslanec Říšské rady.

## Biografie
Pocházel z rodiny statkáře. Vychodil gymnázium a absolvoval zemědělskou akademii v tehdejším pruském Prószkówě (Proskau). Byl předsedou okresního výboru ve Skalatu a členem četných zemědělských spolků. V době svého působení v parlamentu se uvádí jako rytíř a statkář v obci Kolodijivka (Kołodziejówka) u Skalatu.
Od roku 1889 zasedal jako poslanec Haličského zemského sněmu. Byl sem zvolen v červenci 1889 v kurii velkostatkářské.
Působil také coby poslanec Říšské rady (celostátního parlamentu Předlitavska), kam usedl ve volbách do Říšské rady roku 1907, konaných poprvé podle všeobecného a rovného volebního práva. Byl zvolen za obvod Halič 70. Rezignoval 20. ledna 1909. Místo něj pak do parlamentu usedl Stanisław Bieniowski.
V roce 1907 byl uváděn jako polský konzervativní kandidát. Po volbách roku 1907 byl na Říšské radě členem poslaneckého Polského klubu.
Zemřel v lednu 1912.